# Stenodynerus montevidensis
Stenodynerus montevidensis är en stekelart som först beskrevs av Brethes 1903.  Stenodynerus montevidensis ingår i släktet smalgetingar, och familjen Eumenidae. Inga underarter finns listade i Catalogue of Life.